# Віджайпур – Аурая – Фулпур
Віджайпур – Аурая – Фулпур – газотранспортний коридор на півночі Індії.
В 1987 – 1989 роках на півночі Індії спорудили газопровідну систему  Хазіра — Віджайпур — Джагдішпур (HVJ), яка забезпечила подачу блакитного палива походженням з офшорних родовищ басейну Мумбаї. Її складовою частиною став газопровід Віджайпур – Аурая – Джагдішпур, що має довжину 570 км, при цьому на першій дистанції завдовжки 352 км його діаметр становить 750 мм, а після відгалуження турбопроводу Аурая – Дадрі  зменшується до 450 мм.
Ресурс на вихідну точку трубопроводу надходив або безпосередньо із газотранспортного коридору Хазіра – Віджайпур, або після додаткової підготовки з газопереробного заводу Віджайпур. З 1999-го доправлений до Аураї газ також спершу спрямовується на газопереробний завод Пата, а після вилучення гомологів метану повертається в систему. 
Перекачування газу по системі забезпечили за допомогою компресорних станцій Віджайпур та Діябпур (Аурая), а найбільшими споживачами доправленого ресурсу були ТЕС Аурая та завод азотних добрив в Джагдішпурі. В подальшому на природний газ перевели заводи азотних добрив у Канпурі та Фулпурі, при цьому в останньому випадку у 2006-му ввели в дію відгалуження від Туленді (на ділянці Аурая – Джагдішпур) до Фулпура довжиною 140 км з діаметром 450 мм.
В 2010-х роках виник проект подачі газу до північно-східних штатів, відомий як Джагдішпур – Халдія – Бокаро – Дхамра (JHBDPL), при цьому у підсумку вихідним пунктом північної гілки JHBDPL став не Джагдішпур, а Фулпур. З огляду на це, узялись за прокладання по маршруту Віджайпур – Аурая – Фулпур другої нитки довжиною 667 км з діаметром 750 мм. 489 км цієї нитки були вже готові по завершенні 2019/2020 бюджетного року, а повністю будівництво завершили не пізніше 2022-го.